# Ben 10: Alien Force
Ben 10: Alien Force er en amerikansk animeret tv-serie skabt af teamet Man of Action (en gruppe bestående af Duncan Rouleau Joe Casey, Joe Kelly og Steven T. Seagle), og produceret af Cartoon Network Studios.  Den foregår fem år efter Ben 10 og tager en mørkere drejning end sin forgænger.
Serien havde premiere på Cartoon Network i USA den 18. april 2008 og på Teletoon i Canada den 6. september 2008 og sluttede den 26. marts 2010.

## Handling
Fem år efter afslutningen af originalserien, tager Ben Tennyson, der nu er teenager, igen Omnitrix på for at beskytte jorden og andre dele af universet mod fjendtlig rumvæsenaktivitet. Selve Omnitrix, et armbåndsur-formet apparat, giver Ben mulighed for at forvandle sig til adskillige fremmede former og arver derved de unikke evner fra den fremmede art.

## Karakterer

### Hovedpersoner
- Benjamin Kirby "Ben" Tennyson (stemme af Yuri Lowenthal) seriens hovedperson og
- Gwendolyn "Gwen" Tennyson (stemme af) , Ben's kusine med magiske kræfter, og Kevin's kæreste
- Kevin Ethan Levin (stemme af Greg Cipes), en af Bens tidligere fjender og nu en del af Ben's hold

### Tilbagevendende
- Maxwell "Max" Tennyson (stemme af Paul Eiding) , Ben's og Gwen's bedstefar, og medlem af blikkenslagerne, en intergalaktisk ordensmagt som bekæmper fjendtlig rumvæsenaktivitet.

### Skurke
- Vilgax (stemme af James Remar), en krigsherre fra planeten Vilgaxia
- Charmcaster (stemme af Kari Wahlgren), en magiker

### Danske stemmer
| Skuespiller           | Rolle(r)                      |
| --------------------- | ----------------------------- |
| Kristian Holst White  | Benjamin "Kirby" Ben Tennyson |
| Sophie Gunilla Larsen | Gwendolyn "Gwen" Tennyson     |
| Morten Hemmingsen     | Kevin Ethan Levin             |
| Max Hansen            | Maxwell "Max" Tennyson        |
| Øvrige                |                               |
| Peter Røschke         |                               |
| Sonny Lahey           |                               |

## Afsnit
| Sæson | Sæson | Afsnit | Oprindelig sendt | Oprindelig sendt |
| Sæson | Sæson | Afsnit | Start            | Slut             |
| ----- | ----- | ------ | ---------------- | ---------------- |
|       | 1     | 13     | 18. april 2008   | 31. august 2008  |
|       | 2     | 13     | 10. oktober 2008 | 27. maj 2009     |
|       | 3     | 20     | 11. 2008         | 26. maj 2010     |